# ジョルジ・マルティンス・アウメイダ
ジョルジ（Jordi）ことジョルジ・マルティンス・アウメイダ（ポルトガル語: Jordi Martins Almeida、1993年9月3日 - ）は、ブラジルのサッカー選手。ポジションはGK。

## クラブ歴
2009年にヴォルタ・レドンダFCの下部組織からCRヴァスコ・ダ・ガマの下部組織に移籍。2013年9月10日に206年までのプロ契約を締結。2014年にトップチームに昇格し、マルティン・シルバの控えとなった。9月9日のカンピオナート・ブラジレイロ・セリエBでスターティングメンバーに選ばれ、プロ初出場。2015年6月3日にカンピオナート・ブラジレイロ・セリエA初出場をするものの29分で退場となり、プロ初出場となるシャルレスにゴールキーパーを託す事となった。

## タイトル
ヴァスコ・ダ・ガマ
- カンピオナート・カリオカ: 2015, 2016